# Raymond Cornon
 (novembre 2021).
Si vous disposez d'ouvrages ou d'articles de référence ou si vous connaissez des sites web de qualité traitant du thème abordé ici, merci de compléter l'article en donnant les références utiles à sa vérifiabilité et en les liant à la section « Notes et références ».
Raymond Cornon, né le 9 janvier 1908 et mort le 22 juin 1982, est un architecte et enseignant français.

## Biographie
Raymond Cornon devient architecte diplômé par le gouvernement en 1933. Il exerce à Rennes au sein de son agence. Il est successivement professeur d'histoire de l'art à l'École régionale d’architecture de Rennes de 1937 à 1948, et donne de 1940 à 1945 des cours de perspective à l'école régionale des beaux-arts de Rennes, conseiller technique du ministère de l'Éducation nationale de 1942 à 1970 et architecte des monuments historiques de 1942 à 1973. En tant qu’architecte des bâtiments civils et palais nationaux, il est chargé du palais de justice de Rennes de 1946 à 1964 et de l’ancien archevêché de 1946 à 1974.
Raymond Cornon contribue également aux restaurations et reconstructions de Saint-Malo, Fougères, Rennes, Quimper, Vannes, Nantes et Vitré.
À travers son agence, il réalise des maisons individuelles mais aussi des ensembles résidentiels et des commandes publiques.
C'est surtout pour la ville de Saint-Malo que son œuvre de reconstruction est importante, en partenariat avec son adjoint Henry Couäsnon : la ville corsaire, fin 1944, était détruite à 80% après avoir brûlé dix jours durant. Avec un souci d'exactitude et de précision, l'architecte dirige la restauration des remparts, du grand donjon de la cathédrale, des façades des immeubles de la place du Château, des rues Saint Vincent, Saint Philippe, d'Orléans, de Dinan… Il transforme la chapelle Saint-Benoit en tribunal et restaure le tombeau de Chateaubriand. Il a gardé chaque pierre épargnée par les bombardements.
Pour le remercier pour ce travail d'ampleur, le ministre de l'Éducation nationale le nomme chevalier de la Légion d'honneur en 1956.

## Œuvres

### Réalisations
- 1944-1972 : restauration de la cathédrale Saint-Vincent de Saint-Malo.
- 1958 : école nationale de la Marine marchande de Saint-Malo.
- 1963 : faculté de droit de Rennes avec Louis Arretche et Alain Le Normand[4].
- 1964 : résidence la corne de cerf à Vitré.
- 1968 : cité administrative universitaire à Rennes[5].

### Publications
- Rennes, Ingersheim, SAEP Éditions, 1972, 96 p., 20 cm.
- Saint-Malo, Ingersheim, SAEP Éditions, 1972, 99 p., 20 cm.
- Vitré, Ingersheim, SAEP Éditions, 1973, 95 p., 21 cm.
- La Bretagne, Ingersheim, SAEP Éditions, coll. « Voyage à travers la France », 1974, 107 p., 20 cm × 22 cm.

## Élèves notoires
- À l'école régionale des beaux-arts de Rennes :
  - Joseph Archepel, verrier, de 1942 à 1944 ;
  - Frédéric Back, cinéaste, de 1940 à 1942 ;
  - Geoffroy Dauvergne, peintre, de 1942 à 1944 ;
  - Roland Guillaumel, sculpteur, de 1942 à 1944 ;
  - Henri Huet, photographe de guerre, de 1942-1944 ;
  - Roger Marage, graveur, de 1942 à 1944.